# 461 Ocean Boulevard
461 Ocean Boulevard is het tweede soloalbum van Eric Clapton. RSO Records bracht het in juli 1974 uit. David Gahr fotografeerde voor de albumhoes het huis waarin Clapton tijdens de opnames woonde: 461 Ocean Boulevard in Golden Beach (Florida).
De muziek werd in het voorjaar van 1974 opgenomen in de Criteria Studios in Miami. Tom Dowd verzorgde de muzikale productie.
De liedjes "I Shot the Sheriff" (geschreven door Bob Marley) en "Willie and the Hand Jive" werden als singles uitgegeven.
461 Ocean Boulevard was in commercieel opzicht een groot succes. Clapton bereikte met dit album de eerste plaats in Canada en de Verenigde Staten. Het Amerikaanse muziekblad Rolling Stone plaatste het op de 441ste plaats in hun lijst van de vijfhonderd beste albums. Het album wordt beschreven in het boek 1001 Albums You Must Hear Before You Die.

## Nummers
| Nr. | Titel                    | Schrijver(s)            | Duur |
| --- | ------------------------ | ----------------------- | ---- |
| 1.  | Motherless Children      | traditional             | 4:53 |
| 2.  | Give Me Strength         | Clapton                 | 2:54 |
| 3.  | Willie and the Hand Jive | Johnny Otis             | 3:31 |
| 4.  | Get Ready                | Clapton, Yvonne Elliman | 3:47 |
| 5.  | I Shot the Sheriff       | Bob Marley              | 4:25 |

| Nr. | Titel              | Schrijver(s)        | Duur |
| --- | ------------------ | ------------------- | ---- |
| 6.  | I Can't Hold Out   | Elmore James        | 4:14 |
| 7.  | Please Be with Me  | Charles Scott Boyer | 3:26 |
| 8.  | Let It Grow        | Clapton             | 5:00 |
| 9.  | Steady Rollin' Man | Robert Johnson      | 3:14 |
| 10. | Mainline Florida   | George Terry        | 4:04 |

## Medewerkers
Musici
- Thomas Bernfeld - achtergrondzang
- Eric Clapton - gitaar, zang, dobro
- Yvonne Elliman - gitaar, achtergrondzang
- Jim Fox - drums
- Albhy Galuten - piano, synthesizer, orgel, klavichord
- Al Jackson, Jr. - drums
- Jamie Oldaker - drums, percussie
- Carl Radle - basgitaar
- Dick Sims - basgitaar, keyboard, orgel
- George Terry - gitaar, piano, achtergrondzang

Overig
- Tom Dowd - productie[1]
- David Gahr - foto albumhoes[1]
- Ron Fawcus - geluidstechnicus
- Andy Knight - geluidstechnicus
- Karl Richardson - geluidstechnicus
- Suha Gur - mastering
- Darcy Proper - mastering

## Hitnoteringen
| Land (hitlijst)                       | Hoogste positie |
| ------------------------------------- | --------------- |
| Nederland (Album Top 100)             | 4               |
| Nieuw-Zeeland                         | 38              |
| Noorwegen                             | 4               |
| Verenigd Koninkrijk (UK Albums Chart) | 3               |
| Verenigde Staten (Billboard 200)      | 1               |